# Pilgrim I di Salisburgo
Pilgrim I di Salisburgo (IX secolo – Salisburgo, 8 ottobre 923) è stato un arcivescovo cattolico tedesco, arcivescovo di Salisburgo e abate dell'abbazia di San Pietro dal 907 fino alla morte.

## Biografia
Pilgrim apparteneva probabilmente alla nobile famiglia bavarese dei Pellegrinidi oppure a quella degli Aribonidi. La sua reggenza non iniziò sotto i migliori auspici: mentre i suoi predecessori erano stati nominati arcicappellani del re o dell'imperatore al momento del loro insediamento come arcivescovi di Salisburgo, Pilgrim divenne arcicappellano solo nel 912, cinque anni dopo essere stato nominato arcivescovo di Salisburgo.
La situazione dell'arcivescovo venne resa particolarmente difficile dalle alterne vicende del duca Arnolfo di Baviera. Nel 914 questi si oppose all'elezione di Corrado I a re di Germania e fu perciò scacciato dalla Baviera.  Al suo primo tentativo di riprendere il potere, Arnolfo venne sconfitto duramente e fu solo dopo un'ulteriore fuga che nel 917/918 poté gradatamente riaffermarsi come sovrano bavarese. L'ultima battaglia contro re Corrado fu vinta da Arnolfo, e Corrado stesso fu ferito a morte: il suo successore, il duca Enrico I di Sassonia, riuscì a riprendere la Baviera e a scacciare definitivamente Arnolfo nel 921.
L'arcivescovo Pilgrim, che aveva mantenuto una prudente condotta di fedelà al re contro Arnolfo, poté agire soltanto limitatamente alla piccola regione soggetta alla sua signoria. La potenza degli arcivescovi salisburghesi, con la loro ampia sfera d'azione in Pannonia, fu distrutta e gli arcivescovi non furono più nominati dal re, bensì esclusivamente dal duca bavarese. Per lungo tempo la storia di Salisburgo divenne una piccola e insignificante parte della storia della Baviera.
Sono noti numerosi scambi territoriali conclusi da Pilgrim, che riguardarono soprattutto i possedimenti della chiesa nel territorio dell'odierna Baviera. Con essi Pilgrim intendeva innanzitutto rendere più compatta la regione soggetta alla sua signoria. Nel 909 egli ottenne dal re Ludovico IV l'abbazia di Altmünster in concessione vitalizia, nonché il territorio di Salzburghofen e le relative imposte.